# Stazione di Pescia
Stazione di Pescia vasútállomás Olaszországban, Pescia településen.

## Vasútvonalak
Az állomást az alábbi vasútvonalak érintik:
- Viareggio-Firenze-vasútvonal

## Kapcsolódó állomások
A vasútállomáshoz az alábbi állomások vannak a legközelebb:
- Stazione di Borgo a Buggiano
- Stazione di Montecarlo-San Salvatore